# 奥古斯塔 (缅因州)
奥古斯塔（英語：Augusta）是位于美国缅因州肯纳贝克县的一座城市，也是缅因州的首府和肯纳贝克县的县治所在，更是缅因州人口中心所在。它位于肯尼贝克河的通航终点。根據2000年人口普查，奥古斯塔有18,560名市民，2010年人口上升至19,136人。

## 历史
1607年9月最早有欧洲人考察这个地区。1625年普利茅斯殖民地的英国殖民者在这里建立了一个贸易点，这是首次欧洲人在此定居。这个居民点位于肯尼贝克河的通航终点。当时居民点的名称是印第安人的名字。此后32年的皮毛贸易非常有利。此后英国人将这个地区放弃了75多年。1754年英国人在肯尼贝克河的东岸建造了一座木结构的堡垒，今天这座堡垒是美国最古老的木结构堡垒。它和河畔的其它两座堡垒是为了吸引殖民者而建造的。
1771年这个地区属于汉龙威尔1797年2月汉龙威尔上游的地区被分为一个自己的城市，同年8月这座城市被定名为奥古斯塔。1799年它成为肯纳贝克县的县府。
1827年奥古斯塔正式成为州府。但是到1832年州议会大厦完工前缅因州议会依然在波特兰聚会。1849年奥古斯塔正式被提升为市。

## 地理

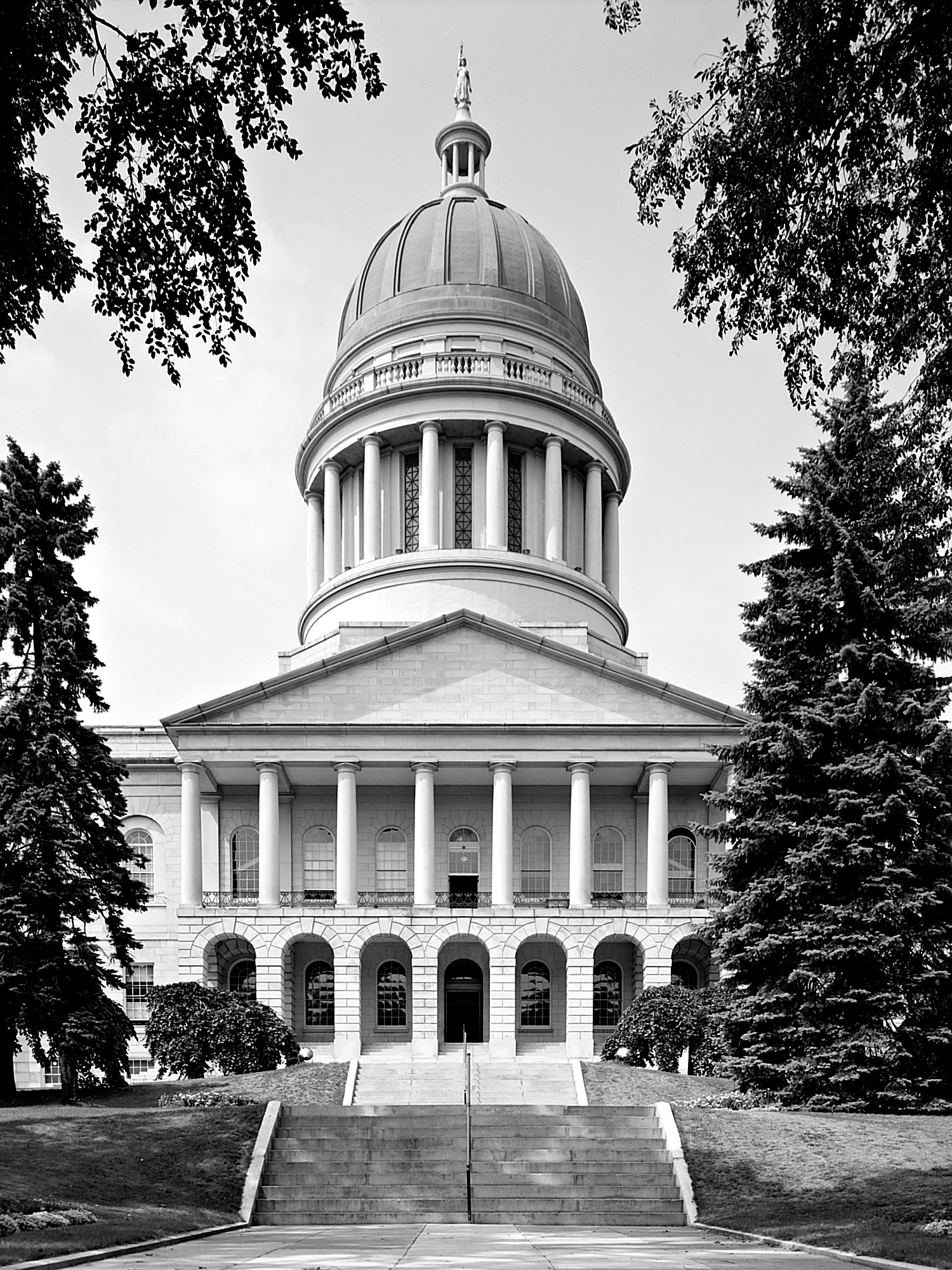
缅因州州议会大厦

奥古斯塔的座標為44°19′25″N 69°45′55″W / 44.32361°N 69.76528°W，是美国最东边的州府。根據2000年人口普查，本城面積為58.03平方英里（150.30平方），其中55.13平方英里（142.79平方）為陸地，2.90平方英里（7.51平方）為水域。

## 人口

### 2010年
根據2010年人口普查，奥古斯塔擁有19,136居民、8,802住戶和4,490家庭。其人口密度為每平方英里347.1居民（每平方公里134居民）。本城擁有9,756間房屋单位，其密度為每平方英里177間（每平方公里68.3間）。而人口是由94.1%白人、1.1%黑人、0.7%土著、1.5%亞洲人、0.1%太平洋岛民、0.4%其他種族和2.3%混血构成。而西班牙裔或拉丁美洲人佔了人口1.8%。
在8,802住户中，有23%擁有一個或以上的兒童（18歲以下）、35.2%為夫妻、15.8%為單親家庭、49%為非家庭、39.8%為獨居、13.6%住戶有同居長者。平均每戶有2.08人，而平均每個家庭則有2.76人。在19,136居民中，有18.3%為18歲以下、8.1%為18至24歲、26%為25至44歲、29.4%為45至64歲以及18%為65歲以上。人口的年齡中位數為43.2歲，女子對男子的性別比為100：94.6。

### 2000年
根據2000年人口普查，奥古斯塔有18,560名居民，分8,565户，共4,607个家庭。人口密度为129.4人/平方公里。95.21%的居民是白人、0.50%是美国黑人、0.48%是美洲土著人、0.35%是亚洲人、0.01%是太平洋土著人、0.16%是其他人种。3.0%是混血儿。
24.3%的户中有18岁以下的未成年人、39.1%是结婚夫妇、10.9%是抚养孩子的单身妇女、46.2%不是家庭、38.3%是单身汉，在14.2%的户中有65岁以上的老年人。平均每户有2.10人、每个家庭有2.77人。
20.5%的居民是18岁以下的未成年人、8.7%在18至24岁之间、28.3%在25至44岁之间、24.8%在45岁至64岁之间、17.7%是65岁以上的老年人。平均年龄为40岁。女子对男子的性别比为100：89.9，18岁以上的人中女子对男子的性别比为100：87.5。
户平均年收入为25,921美元，家庭平均年收入为42,230美元。男子平均年收入为31,209美元，女子平均年收入为22,548美元。平均人年收入为14,145美元。约14.4%的家庭和19.0%的居民生活在贫困线以下，其中包括26.2%的18岁以下的未成年人和11.8%的65岁以上的老年人。

## 氣候
奥古斯塔的氣候為濕潤大陸性氣候，其夏季溫暖、多雨、潮濕，冬季寒冷、多風、多雪。春天和秋天則通常是溫暖的。最熱的月份是7月，其平均溫度高達80 °F（26.7 °C）。而最冷的月份則是1月，其平均溫度低至10 °F（−12.2 °C）。大部分降雪是於12月到3月期間降下的。在4月和11月中雪較少見，而5月和10月中雪則非常罕見。
| 奥古斯塔                  | 奥古斯塔     | 奥古斯塔    | 奥古斯塔    | 奥古斯塔    | 奥古斯塔    | 奥古斯塔    | 奥古斯塔    | 奥古斯塔    | 奥古斯塔    | 奥古斯塔    | 奥古斯塔    | 奥古斯塔    | 奥古斯塔      |
| 月份                      | 1月          | 2月         | 3月         | 4月         | 5月         | 6月         | 7月         | 8月         | 9月         | 10月        | 11月        | 12月        | 全年          |
| ------------------------- | ------------ | ----------- | ----------- | ----------- | ----------- | ----------- | ----------- | ----------- | ----------- | ----------- | ----------- | ----------- | ------------- |
| 平均高温 °F（°C）         | 27.6 (−2.4)  | 31.8 (−0.1) | 40.4 (4.7)  | 53.1 (11.7) | 65.2 (18.4) | 73.8 (23.2) | 79.2 (26.2) | 78.0 (25.6) | 69.6 (20.9) | 57.2 (14.0) | 45.2 (7.3)  | 33.5 (0.8)  | 54.6 (12.6)   |
| 平均低温 °F（°C）         | 11.0 (−11.7) | 14.5 (−9.7) | 23.4 (−4.8) | 34.6 (1.4)  | 44.6 (7.0)  | 54.2 (12.3) | 59.9 (15.5) | 58.5 (14.7) | 50.5 (10.3) | 39.6 (4.2)  | 30.6 (−0.8) | 18.6 (−7.4) | 36.7 (2.6)    |
| 平均降水量 （mm）         | 2.61 (66)    | 2.43 (62)   | 3.36 (85)   | 3.78 (96)   | 3.69 (94)   | 3.55 (90)   | 3.41 (87)   | 3.31 (84)   | 3.74 (95)   | 4.36 (111)  | 4.35 (110)  | 3.24 (82)   | 41.83 (1,062) |
| 平均降雪量 （cm）         | 20.0 (51)    | 14.9 (38)   | 15.6 (40)   | 4.7 (12)    | 0 (0)       | 0 (0)       | 0 (0)       | 0 (0)       | 0 (0)       | .3 (0.76)   | 3.5 (8.9)   | 14.5 (37)   | 73.5 (187.66) |
| 平均降水天数（≥ 0.01 in） | 10.3         | 9.1         | 11.0        | 11.8        | 13.5        | 12.9        | 11.8        | 10.2        | 10.2        | 11.4        | 11.8        | 11.4        | 135.4         |
| 平均降雪天数（≥ 0.1 in）  | 8.6          | 7.2         | 6.3         | 2.0         | .1          | 0           | 0           | 0           | 0           | .3          | 2.7         | 6.8         | 33.7          |
| 来源：NOAA                |              |             |             |             |             |             |             |             |             |             |             |             |               |

## 名胜
州立松树园是一座带有植物园的、面积224英亩的树木园。缅因州立博物馆和缅因州立图书馆位于缅因州议会大厦边上。这里还有一个公园和数个纪念碑。